# Vitnackad duva
Vitnackad duva (Columba albinucha) är en fågel i familjen duvor inom ordningen duvfåglar.

## Utseende och läte
Vitnackad duva är en mörk duva i grått och rödbrunt med en fläck på bakhjässan och i nacken, vit hos hanen och grå hos honan. På närhåll syns att näbben är svart i roten och rödgul i spetsen samt att benen är purpurröda. I flykten syns att stjärten har ljusspetssade hörn. Lätena är dåligt kända, men tros likna olivduvans. Denna art är större än vitnackad duva, med gul ögonring, gula ben och gula fötter, vita fläckar på vingarna och inget vitt på huvudet.

## Utbredning och systematik
Fågeln förekommer i västra Kamerun, östra Kongo-Kinshasa, västra Uganda och västra Rwanda. Den behandlas som monotypisk, det vill säga att den inte delas in i några underarter.

## Levnadssätt
Vitnackad duva är en fåtalig och lokalt förekommande duva som hittas i skogar i låglänta områden och förberg. Där ses den i par i trädtaket.

## Status
Vitnackad duva har ett stort utbredningsområde som dock är begränsat i höjdled och fragmenterat. Den tros minska i antal, dock inte tillräckligt kraftigt för att den ska betraktas som hotad. Internationella naturvårdsunionen IUCN listar arten som livskraftig (LC).